# Hanna Balabanova
Hanna Serhivna Balabanova –en ucraniano, Ганна Сергіївна Балабанова– (Vínnitsa, 10 de diciembre de 1969) es una deportista ucraniana que compitió en piragüismo en la modalidad de aguas tranquilas.
Participó en tres Juegos Olímpicos, entre los años 1996 y 2004, obteniendo una medalla de bronce en Atenas 2004, en la prueba de K4 500 m.
Ganó una medalla de bronce en el Campeonato Mundial de Piragüismo de 2001 y dos medallas de oro en el Campeonato Europeo de Piragüismo, en los años 2001 y 2004.

## Palmarés internacional
| Juegos Olímpicos   | Juegos Olímpicos | Juegos Olímpicos  | Juegos Olímpicos |
| Año                | Lugar            | Medalla           | Competición      |
| ------------------ | ---------------- | ----------------- | ---------------- |
| 2004               | Atenas (Grecia)  | Medalla de bronce | K4 500 m         |
| Campeonato Mundial |                  |                   |                  |
| Año                | Lugar            | Medalla           | Competición      |
| 2001               | Poznań (Polonia) | Medalla de bronce | K4 1000 m        |
| Campeonato Europeo |                  |                   |                  |
| Año                | Lugar            | Medalla           | Competición      |
| 2001               | Milán (Italia)   | Medalla de oro    | K4 1000 m        |
| 2004               | Poznań (Polonia) | Medalla de oro    | K4 500 m         |